# بهت نیاز دارم (ترانه اریک کارمن)
«بهت نیاز دارم» (انگلیسی: I Need You) آهنگی است که توسط اریک کارمن نوشته شده‌است. نسخهٔ تیری تی (۱۹۹۶) به صورت تک‌آهنگ منتشر شد.

## نسخه تیری تی
این آهنگ توسط گروه آر اند بی آمریکایی تیری تی در سال ۱۹۹۶ خوانده شد و به‌عنوان پنجمین تک‌آهنگ از اولین آلبوم آن‌ها به‌نام برادری (۱۹۹۵) منتشر شد. و عملکرد بسیار خوبی در نمودارهای اروپایی داشت، اما هرگز در آمریکا منتشر نشد. مایکل جکسون، عموی آن‌ها، آواز پس‌زمینه را فراهم می‌کند.